# 褐腹斑蚜
褐腹斑蚜（学名：Aulacorthum (Neomyzus）为常蚜科新瘤蚜屬下的一个种。